# Рота міліції «Харків-2»
Рота міліції «Харків-2» (РПСМОП «Харків-2») — колишній добровольчий оперативний підрозділ патрульної служби міліції особливого призначення, створений у квітні 2014 року в структурі ГУ МВС України в Харківській області. Командир роти — полковник міліції Токарєв Ігор Володимирович. У 2015 році рота увійшла до складу батальйону поліції «Харків». 

## Створення
14 квітня 2014 року у зв'язку із загостренням політичної кризи на сході та південному сході України Голова МВС Арсен Аваков підписав наказ про створення регіональних спецпідрозділів міліції особливого призначення підпорядкованих ГУ МВС та УМВС України в областях. На Харківщині були сформовані батальйони патрульної служби міліції особливого призначення «Слобожанщина», «Харків-1» та оперативна рота міліції особливого призначення «Харків-2».
Станом на червень спецрота «Харків-2» була укомплектована, декілька десятків добровольців (чисельність роти не розголошується) пройшли курс спеціальної підготовки. Командиром роти було призначено колишнього начальника районного відділу ГУ ДМС України у м. Харкові полковника міліції Токарєва Ігоря Володимировича.

## Діяльність
Опісля завершення процесу формування, особовий склад роти «Харків-2» приступив до виконання бойових та оперативних завдань командування АТО у Слов'янську, Краматорську, Миколаївці, Артемівську та Дружківці. Перед спецпризначенцями роти «Харків-2» були поставлені завдання по виявленню та затриманню сепаратистів та їх пособників, які перейшли на нелегальне становище, — тому роту звуть оперативною. Як засвідчив один із офіцерів роти в інтерв'ю журналісту «Deutsche Welle»:
 Усі затримані перепроводжуються до СІЗО м. Харків та м. Ізюм для проведення слідчих дій.

Як повідомляється на офіційній сторінці спецроти «Харків-2» у соціальних мережах:
 У вересні бійці роти затримали диверсанта в Слов'янську. У листопаді згідно інформації Арсена Авакова харків'яни із роти «Харків-2» знаходились на передовій АТО.

## Шефська допомога
Як зазначається у пресі, при формуванні оперативній роті «Харків-2» видали: «зброю, боєзапас і один автомобіль.» Щоденне забезпечення потреб новоствореного міліцейського підрозділу було організовано харківськими підприємцями, такими як Олександр Давтян, котрий був одним із фундаторів роти. «Разом з однодумцями забезпечуємо бійців обмундируванням, транспортом, паливом та іншими необхідними речами», — засвідчив Олександр Давтян. У шефську допомогу бійцям спецроти включилися не тільки підприємці, але й усі небайдужі харків'яни, які збирають кошти та речі і передають їх волонтерам та фондам, таким як, наприклад, — благодійний фонд «Заповіт».